# Blåstrubet ara
Blåstrubet ara (latin: Ara glaucogularis) er en papegøje, der lever i Bolivia.